# Absalon

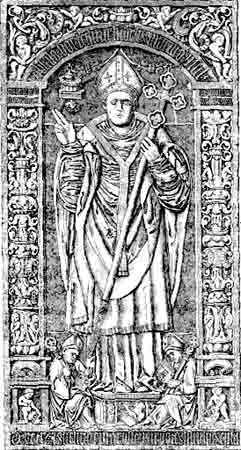

Absalon of Axel (Fjenneslev, ± 1128 – Sorø (Seeland), 21 maart 1201) was een Deense aartsbisschop en staatsman. Hij geldt als de stichter van Kopenhagen.

## Levensloop

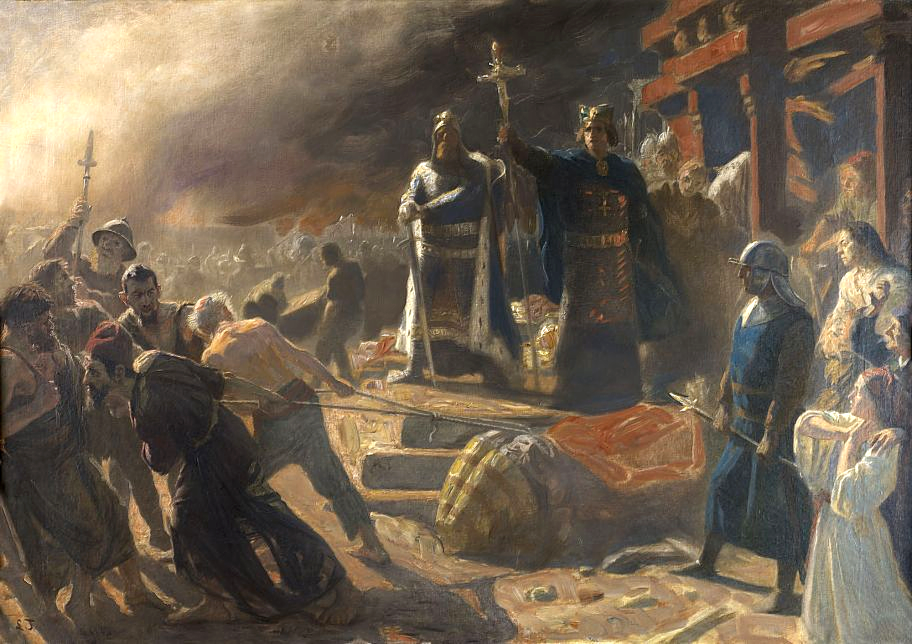
Bisschop Axel laat een beeld van de god Svantovit weghalen in Kaap Arkona, 1169.

Hij behoorde tot het beroemde geslacht van de Hviden. Hij was de zoon van Asser Rig van Fjenneslev, in wiens kasteel hij en zijn broer Esbjorn samen met de jonge prins Valdemar werden grootgebracht en werden opgeleid in geestelijke en militaire vakken. 
Voor zijn studie werd hij naar Parijs gestuurd; hij studeerde er theologie en canoniek recht, en maakte kennis met het denken van Bernardus van Clairvaux. In het jaar 1157 speelde hij een grote rol in de Deense burgeroorlog, waarbij zijn vriend Waldemar op de troon belandde. In 1158 kreeg hij het bisdom Roskilde. Als geestelijke kreeg hij de naam Absalon. Hij toonde zich een goede herder voor de gelovigen en niet veel later stichtte Axel in het jaar 1170 de bisschoppelijke burcht Havn. Hieruit ontstond later de stad Kopenhagen. In 1178 werd hij door zijn oom Eskil benoemd tot diens opvolger als aartsbisschop van Lund (huidige Zweden).
Hij stond bekend als een goede raadgever en als zodanig stond hij verschillende koningen terzijde met zijn adviezen. Zijn jeugdvriend Waldemar I en diens zoon en opvolger Knoet VI maakten graag gebruik van zijn kennis en inzichten. Maar hij was daarnaast een krijgsman, die de Deense militaire belangen graag verbond met de verbreiding van het Christendom. Vanaf 1160 leidde hij verscheidene expedities tegen de Wenden, en in 1168 veroverde hij hun tempelstad Arkona op Rügen. In 1185 gaf de laatste Wendische vorst zich aan boord van Absaloms schip over.
Hij was een grote pleiter voor de wetenschappelijke studies en wetenschappen. Zo zette hij de kroniekschrijver Saxo Grammaticus aan tot het schrijven van de Gesta Danorum (De daden der Denen).
Absalon wordt als zalige vereerd op 21 maart.